# Trichoxys atripes
Trichoxys atripes là một loài bọ cánh cứng trong họ Cerambycidae.